# Soglasija Lake
Soglasija Lake är en sjö i Antarktis. Den ligger i Östantarktis. Australien gör anspråk på området. Soglasija Lake ligger 115 meter över havet. Arean är 0,27 kvadratkilometer.  Den sträcker sig 1,9 kilometer i nord-sydlig riktning, och 1,4 kilometer i öst-västlig riktning.
I övrigt finns följande vid Soglasija Lake:
- Izumrudnoje Lake (en sjö)